# 김희선
김희선(한국 한자: 金喜善, 1976년 6월 11일 ~ )은 대한민국의 배우다.

## 학력
- 서울숭인초등학교 (졸업)
- 종암여자중학교 (졸업)
- 혜성여자고등학교 (졸업)
- 중앙대학교 안성캠퍼스 연극영화학과 (졸업)

## 경력
김희선은 어린 나이에 배철수와 사회자로 발탁됐고, 드라마 《공룡선생》으로 연기자로 정식 데뷔하였다. 추석 특집 드라마 《춘향전》에서도 주인공 '성춘향' 역을 맡았고, 1995년 드라마 《바람의 아들》에서는 첫 성인 배역을 연기하였다. 김희선은 드라마에서 보여준 그녀만의 폭탄머리 등 통통 튀는 당시 신세대 이미지로 인기 끌고 드라마 《목욕탕집 남자들》(1995)에 이어 《웨딩드레스》, 《프로포즈》(1997), 《세상 끝까지》, 《미스터Q》(1998), 《해바라기》(1998), 《토마토》(1999) 등의 고 시청률 기록한 인기 드라마에서 연거푸 주연 맡고 이외 광고 모델로 활동한다. 또 황신혜 뒤 이은 《미스터Q》로 SBS 연기대상에서 연기대상 수상하였고, 드라마 인기에 힘입어 중국에서도 한류 인기 연기자로 발돋움하였다.

## 개인 생활
김희선은 비연예인과 2007년 10월 17일 결혼식을 올렸다. 그 이후 2009년 1월 20일 딸 박연아를 출산하였다.
또한 그녀는 자신의 출산 노하우를 담은 태교 책 《김희선의 해피 맘 프로젝트(초보 맘 임신 출산기)》을 출간하기도 하였다.

## 출연 작품

### 드라마
- 1993년 ~ 1995년 SBS 청춘드라마 《공룡선생》 ... 김희선 역
- 1994년 KBS2 추석특집극 《춘향전》 ... 성춘향 역
- 1995년 SBS 금요드라마 《이가사 크리스티》 ... 이준희 역
- 1995년 KBS2 수목 특별기획 드라마 《바람의 아들》 ... 이연화 역
- 1995년 ~ 1996년 KBS2 주말연속극 《목욕탕집 남자들》 ... 김수경 역
- 1996년 KBS2 수목 특별기획 드라마 《머나먼 나라》 ... 서운하 역
- 1996년 KBS2 수목드라마 《컬러》 ... 김혜진 / 송은영 역
- 1997년 KBS2 미니시리즈 《프로포즈》 ... 김유라 역
- 1997년 ~ 1998년 SBS 토요 시트콤 《뉴욕스토리》 ... 재인 역
- 1997년 ~ 1998년 KBS2 주말연속극 《웨딩드레스》 ... 김두나 역
- 1998년 MBC 미니시리즈 《세상 끝까지》 ... 한서희 역
- 1996년 ~ 1999년 MBC 저녁 청춘시트콤 《남자 셋 여자 셋》 ... 김희선 역
- 1998년 ~ 1999년 MBC 주간 코미디 드라마 《여자 대 여자》 ... 오준희 역
- 1998년 ~ 1999년 MBC 주간 시트콤 《아니 벌써》
- 1998년 SBS 드라마 스페셜 《미스터Q》 ... 한혜원 역
- 1998년 ~ 1999년 MBC 수목 미니시리즈 《해바라기》 ... 한수연 역
- 1999년 SBS 드라마 스페셜 《토마토》 ... 이한이 역
- 1999년 MBC 수목 미니시리즈 《안녕 내 사랑》 ... 서연주 역
- 2003년 SBS 드라마 스페셜 《요조숙녀》 ... 하민경 역
- 2005년 MBC 수목 미니시리즈 《슬픈 연가》 ... 박혜인 역
- 2006년 SBS 드라마 스페셜 《스마일 어게인》 ... 오단희 역
- 2008년 SBS 드라마 스페셜 《온에어》 ... 김희선 역 (특별출연/사진으로 등장)
- 2012년 SBS 월화 특별기획 드라마 《신의》 ... 유은수 (류씨부인) 역
- 2014년 KBS2 주말연속극 《참 좋은 시절》 ... 차해원 역
- 2015년 MBC 수목 미니시리즈 《앵그리맘》 ... 조강자 역
- 2016년 중국 후난위성텔레비전 드라마 《환성 : 신들의 전쟁》 ... 연희 역
- 2017년 JTBC 금토 미니시리즈 《품위있는 그녀》 ... 우아진 역
- 2018년 tvN 주말 미니시리즈 《나인룸》 ... 을지해이 역
- 2020년 SBS 금토 미니시리즈 《앨리스》  ... 윤태이 / 박선영 역
- 2022년 NEXFILX 오리지널 드라마 《블랙의 신부》 ... 서혜승 역
- 2022년 MBC 금토 미니시리즈 《내일》 ... 구련 역
- 2024년 MBC 금토 미니시리즈 《우리, 집》 ... 노영원 역
- 2025년 TV CHOSUN 미니시리즈 《다음생은 없으니까》 ... 조나정 역

### 영화
| 연도 | 제목                   | 역할      | 비고                                       |
| ---- | ---------------------- | --------- | ------------------------------------------ |
| 1997 | 패자부활전             | 은혜      |                                            |
| 1999 | 자귀모                 | 진채별    |                                            |
| 1999 | 카라                   | 장지희    |                                            |
| 2000 | 비천무                 | 설리      |                                            |
| 2001 | 와니와 준하            | 와니      |                                            |
| 2002 | 공공의적               |           |                                            |
| 2003 | 화성으로 간 사나이     | 소희      | 와일드 카드                                |
| 2005 | 신화 - 진시황릉의 비밀 | 옥수 공주 | 중국 영화, 성룡의 신화라는 제목으로 개봉됨 |
| 2011 | 전국: 천하영웅의 시대  | 완        | 중국 영화, 특별 출연                       |
| 2023 | 달짝지근해: 7510       | 일영      |                                            |

## 연기 외 활동
| 연도        | 방송사     | 제목                                               | 역할      | 참고                                                             |
| ----------- | ---------- | -------------------------------------------------- | --------- | ---------------------------------------------------------------- |
| 1993        | SBS        | SBS 인기가요                                       | MC        | 배철수와 공동 진행                                               |
| 1995        | MBC        | TV시간여행                                         | MC        | 서세원과 공동 진행                                               |
| 1995        | KBS2       | 슈퍼선데이                                         | 게스트    | 스타와 만나요 코너, 1995. 8. 27 방송                             |
| 1995        | KBS2       | 밤과 음악사이                                      | 게스트    | 1995. 9. 28 방송                                                 |
| 1996        | KBS2       | 슈퍼선데이                                         | 게스트    | 스타보고서, 스타다큐 코너, 1996. 3. 28 방송                      |
| 1996        | KBS1       | TV는 사랑을 싣고                                   | 게스트    | 1996. 5. 31 방송                                                 |
| 1996        | MBC        | 주병진 나이트쇼                                    | 게스트    | 1996. 5. 31 방송                                                 |
| 1996        | MBC        | TV동창회                                           | 게스트    | 중앙대학교 연극영화과 편, 1996. 9. 23 방송                       |
| 1996        | KBS2       | 토요일 전원출발                                    | 게스트    | 스타쇼 코너, 1996. 10. 5 방송                                    |
| 1996        | SBS        | 이홍렬쇼                                           | 게스트    | 표정토크 코너, 1996. 11. 20 방송                                 |
| 1996 ~ 1998 | SBS        | 생방송 TV 가요 20                                  | MC        | 김원준(1996 ~ 1997), 류시원(1997 ~ 1998)과 공동 진행             |
| 1997        | MBC        | 토요일 토요일은 즐거워                             | 게스트    | 신년기획 2탄, 1997. 1. 11 방송                                   |
| 1997        | MBC        | 생방송 좋은 밤입니다                               | 게스트    | 1997. 2. 10 방송                                                 |
| 1997        | KBS2       | 서세원의 화요스페셜                                | 게스트    | 화요일에 만나요 코너, 1997. 2. 15 방송                           |
| 1997        | KBS2       | TV데이트                                           | 게스트    | 1997. 2. 29 방송                                                 |
| 1997        | SBS        | 이홍렬쇼                                           | 게스트    | 쿠킹토크 참참참 코너, 1997. 3. 12 방송                           |
| 1997        | MBC        | 김승현의 잠못 이루는 밤에                          | 게스트    | 네임 토크 코너, 1997. 8. 27 방송                                 |
| 1997        | MBC        | 학력파괴! 세계최고                                 | 게스트    | 1997. 10. 11 방송                                                |
| 1997        | MBC        | 일요일 일요일밤에                                  | 게스트    | 김국진의 국민투표 코너, 1997. 10. 27 방송                        |
| 1997        | SBS        | 좋은 친구들                                        | 게스트    | 사랑학개론 코너, 1997. 12. 27 방송                               |
| 1997        | SBS        | SBS 가요대전                                       | MC        | 김승현과 공동진행, 1997. 12. 28 방송                             |
| 1998        | SBS        | 황수관, 김미화의 해피타임                          | 게스트    | 스타 건강토크 코너, 1998. 1. 27 방송                             |
| 1998        | MBC        | 임백천, 이경규의 좋은 밤입니다                     | 게스트    | 1998. 3. 30 방송                                                 |
| 1998        | MBC        | 박상원의 아름다운 TV얼굴                           | 게스트    | 스타 모놀로그 코너, 1998. 5 . 9 방송                             |
| 1998        | SBS        | 드림콘서트98-아빠 사랑해요                         | MC        | 류시원과 공동진행, 1998. 5. 23 방송                              |
| 1998        | SBS        | 이승연의 세이세이세이                              | 게스트    | 밀착토크 클로즈업 코너, 1999. 7. 29 방송                         |
| 1998        | KBS2       | 슈퍼TV 일요일은 즐거워                             | 게스트    | 서세원의 공포체험 돌아보지마 코너 1998. 9. 5 방송                |
| 1998        | KBS2       | 서세원쇼                                           | 게스트    | 김희선특집, 1998. 9. 8 방송                                      |
| 1998        | SBS        | 결식아동돕기 기금 마련 1998콘서트                  | MC        | 김원준과 공동진행, 1998. 10. 1 방송                              |
| 1998        | KMTV       | KMTV 가요대전                                      | MC        | 최수종과 공동 진행, 1998. 12. 6 방송                             |
| 1998        | SBS        | SBS 가요대전                                       | MC        | 김승현과 공동진행, 1998. 12. 28 방송                             |
| 1999        | KBS2       | 슈퍼TV 일요일은 즐거워                             | 게스트    | '여자드림팀' 특집, 1999. 6. 26 방송                              |
| 1999        | SBS        | 김혜수 플러스 유                                   | 게스트    | 여름특집, 1999. 7. 28 방송                                       |
| 1999        | KBS2       | 서세원쇼                                           | 게스트    | 김희선 편, 1999. 8. 3 방송                                       |
| 1999        | SBS        | 김혜수 플러스 유                                   | 게스트    | 사람얘기 롱테이크, 1999. 8. 4 방송                               |
| 1999        | KBS2       | 이소라의 프로포즈                                  | 게스트    | 1999. 8. 7 방송                                                  |
| 1999        | SBS        | 기분좋은 밤                                        | 게스트    | 1999. 8. 20 방송                                                 |
| 1999        | KBS2       | 슈퍼TV 일요일은 즐거워                             | 게스트    | 1999. 8. 21 방송                                                 |
| 1999        | MBC        | 일요일 일요일밤에                                  | 게스트    | 주영훈의 공포별장 코너, 1999. 8. 28 방송                         |
| 1999        | SBS        | 추석특집 스타쇼 - 김희선에겐 뭔가 특별한 것이 있다 | MC        | 단독 토크쇼, 1999. 9. 22 방송                                    |
| 2000        | SBS        | 이홍렬쇼                                           | 게스트    | 쿠킹토크 참참참 코너, 2000. 6. 25 방송                           |
| 2001        | SBS        | 두남자쇼                                           | 게스트    | 김희선 편, 2001. 11. 12 방송                                     |
| 2001        | SBS        | 설특집 스타쇼 - 김희선의 아주 특별한 선물          | MC        | 단독 토크쇼, 2001. 1. 21 방송                                    |
| 2009        | MBC        | 휴먼다큐 사랑-엄지공주 엄마가 되고 싶어요Ⅲ         | 내레이션  | 2009. 5. 29 방송                                                 |
| 2012        | tvN        | 현장 토크쇼 택시                                   | 게스트    | 김희선 편, 2012. 1. 26 방송                                      |
| 2012        | SBS        | 일요일이 좋다 - 런닝맨                             | 게스트    | '100회 특집 신의 전쟁' 편, 2012. 6. 24 방송                      |
| 2012        | SBS        | 힐링캠프, 기쁘지 아니한가                          | 게스트    | 김희선 편, 2012. 12. 17 ~ 12. 24 방송                            |
| 2013        | SBS        | 화신 - 마음을 지배하는 자                          | MC        | 김구라, 윤종신, 신동엽, 봉태규와 공동진행 2013. 2. 19~10. 1 방송 |
| 2014        | KBS2       | 해피투게더 시즌3                                   | 게스트    | 드라마 '참 좋은 시절' 편 2014. 3. 6 방송                         |
| 2017        | JTBC       | 아는 형님                                          | 게스트    | '형님학교 - 김희선' 편 2017. 3. 11 방송                          |
| 2017        | SBS        | 미운 우리 새끼                                     | 스페셜 MC | 2017. 8. 6 ~ 8. 13 방송                                          |
| 2017        | OLIVE, tvN | 섬총사                                             | MC        | 강호동, 정용화와 공동진행 2017. 5. 22 ~ 12. 18 방송              |
| 2018        | OLIVE, tvN | 토크몬                                             | MC        | 강호동과 공동진행 2018. 1. 15 ~ 4. 2 방송                        |
| 2020        | SBS        | 미운 우리 새끼                                     | 게스트    | 2020. 10. 14 ~ 10. 11 방송                                       |
| 2021        | tvN        | 우도주막                                           | 출연      | 2021. 7. 12 ~ 2021. 9. 6                                         |
| 2023        | tvN        | 유 퀴즈 온 더 블럭                                 | 게스트    | 2023.8,16                                                        |
| 2024        | tvN        | 밥이나 한잔해                                      | MC        | 2024.5.16                                                        |

### 라디오 프로그램
| 연도 | 방송사     | 제목                 | 역할        | 참고 |
| ---- | ---------- | -------------------- | ----------- | ---- |
| 2013 | SBS 파워FM | 정선희의 오늘같은 밤 | 게스트 출연 |      |

### 뮤직 비디오
| 연도 | 제목              | 가수     | 비고 |
| ---- | ----------------- | -------- | ---- |
| 1997 | 〈도〉            | 태사자   |      |
| 1997 | 〈잊어주길 바래〉 | 플레이어 |      |
| 1999 | 〈인연〉          | 안재욱   |      |
| 2004 | 〈헤어지자고〉    | 윤건     |      |

### 음악
- Endless love - (성룡,김희선)

### 저서
- 2009년 《김희선의 해피맘 프로젝트(초보맘 임신 출산기)》(엘컴퍼니, ISBN 9788996837268)

### 광고
| 연도        | 기업명             | 제품명                                | 종류                     | 공동 출연                                 |
| ----------- | ------------------ | ------------------------------------- | ------------------------ | ----------------------------------------- |
| 1993        | 롯데푸드           | 꽃게랑                                | 스낵                     | 데뷔작, 넥스트                            |
| 1993        | 한국쉐링           | 아젤리아                              | 여드름 치료제            | 015B                                      |
| 1993        | 서울우유협동조합   | 리이브                                | 음료                     |                                           |
| 1993        | 롯데푸드           | 통통                                  | 아이스크림               |                                           |
| 1993        | 롯데제과           | 슈가프리껌                            | 껌                       |                                           |
| 1993        | 오리온             | 미네뜨                                | 초콜릿                   |                                           |
| 1993 ~ 1994 | CJ제일제당         | 하이칼스                              | 음료                     |                                           |
| 1995        | 애경산업           | 그랑비아 샴푸                         | 헤어케어                 |                                           |
| 1995 ~ 1996 | 해태제과식품       | 안전지대                              | 아이스크림               |                                           |
| 1996        | 한국전력           | 전기절약캠페인                        | 공익광고                 |                                           |
| 1996        | LG전자             | LG프리웨이                            | 휴대폰                   | 전인화, 김희애                            |
| 1996        | 해태htb            | 갈아만든 배                           | 음료                     |                                           |
| 1996        | 중흥건설           | 거평프레야                            | 패션쇼핑몰               |                                           |
| 1996        | 해태htb            | 쿨사이다                              | 음료                     | 윤여정, 양희경, 배종옥, 정준              |
| 1996        | 보루네오가구       | 보루네오                              | 가구                     |                                           |
| 1996        | 한독               | 씨메이저                              | 비타민 음료              |                                           |
| 1996        | 한국샤프           | 미니 콤포루카                         | 오디오                   |                                           |
| 1996 ~ 1998 | 라미화장품         | 끄레앙                                | 화장품                   |                                           |
| 1996 ~ 1998 | 라미화장품         | 야채베타                              | 화장품                   |                                           |
| 1997        | 대현패션           | 페페                                  | 여성의류                 |                                           |
| 1997        | SK텔레콤           | 디지털017                             | 통신사                   | 배종옥, 송승환                            |
| 1997        | 삼성전자           | 삼성독립만세 냉장고따로따로           | 생활가전                 |                                           |
| 1997        | 삼성전자           | 삼성세탁기 수중강타                   | 생활가전                 | 고두심                                    |
| 1997        | 삼성전자           | 삼성와이드폰                          | 집전화                   |                                           |
| 1997        | 삼성전자           | 매직스테이션                          | 컴퓨터                   | 장동건                                    |
| 1997        | 광동제약           | 썬키스트 레몬에이드                   | 음료                     |                                           |
| 1997        | 해태제과식품       | 포테칩                                | 과자                     |                                           |
| 1998        | KT                 | 원샷018                               | 통신사                   |                                           |
| 1998        | 삼성전자           | 애니콜PCS                             | 휴대폰                   |                                           |
| 1998        | 삼성전자           | 마이젯                                | 프린터기                 |                                           |
| 1998 ~ 2000 | 신원그룹           | 베스띠벨리                            | 여성의류                 |                                           |
| 1999 ~ 2000 | 웅진출판           | 한글짝꿍                              | 학습교재                 |                                           |
| 1999 ~ 2000 | 웅진출판           | 곰돌이웅진아이큐                      | 학습교재                 |                                           |
| 1999 ~ 2000 | (주)파리크라상     | 파리바게뜨                            | 제빵 프랜차이즈          |                                           |
| 1999 ~ 2001 | 라미화장품         | 지오                                  | 화장품                   |                                           |
| 1999 ~ 2002 | 한국후지필름       | 후지필름                              | 카메라 필름              |                                           |
| 1999 ~ 2006 | (주)미니골드       | 미니골드                              | 주얼리                   | 장동건                                    |
| 2000        | 한국후지필름       | 인스탁스미니                          | 카메라                   |                                           |
| 2000        | 삼성SDS            | 유니텔                                | PC통신                   |                                           |
| 2001        | 오뚜기             | 야채야                                | 음료                     |                                           |
| 2001 ~ 2003 | 닉스 인터내셔널    | 소 베이직                             | 의류                     |                                           |
| 2002        | LG전자             | 디오스 냉장고                         | 생활가전                 |                                           |
| 2002        | 오리온             | 오리온 초코파이                       | 초코과자                 | 전인화, 김규리, 박용하, 최정윤, 배민희 등 |
| 2002        | 한국후지필름       | 파인픽스                              | 카메라                   |                                           |
| 2002 ~ 2003 | 우리금융그룹       | 우리카드                              | 신용카드                 | 이병헌                                    |
| 2002 ~ 2007 | 인디에프           | 조이너스                              | 여성의류                 |                                           |
| 2003 ~ 2005 | DHC코리아          | DHC                                   | 화장품                   |                                           |
| 2003 ~ 2007 | 대우자동차판매     | 이안                                  | 아파트                   |                                           |
| 2004        | 한국관광공사       | 한국관광공사 - 중국 편                | 공익광고                 | 중국 광고, 장동건                         |
| 2004        | LG전자 중국지사    | 청신 에어컨                           | 생활가전                 | 중국 전역                                 |
| 2004        | LG전자 중국지사    | LG 냉장고 귀빙                        | 생활가전                 | 중국 전역                                 |
| 2007        | LG생활건강         | 라끄베르                              | 화장품                   |                                           |
| 2008 ~ 2011 | 더베이직하우스     | VOLL                                  | 여성 의류                |                                           |
| 2009 ~ 2010 | 대상               | 청정원 마시는 홍초                    | 음료                     | 서해원                                    |
| 2009 ~ 2010 | (주)스킨푸드       | 아름다운 술 달                        | 화장품                   |                                           |
| 2010        | 한화L&C            | 한화 칸스톤                           | 인테리어업체             |                                           |
| 2010        | 남양유업           | 드빈치 국내최대고칼슘치즈             | 식품                     |                                           |
| 2010        | 애경산업           | 에스따르 샴푸                         | 헤어케어                 |                                           |
| 2010 ~ 2012 | (주)미니골드       | 미니골드                              | 주얼리                   |                                           |
| 2011        | (주)드마리스       | 드마리스                              | 외식업체                 |                                           |
| 2011 ~ 2012 | 보령메디앙스       | 퓨어가닉                              | 아기 로션                |                                           |
| 2012 ~ 2015 | 엔유씨전자         | 갤럭시 원액기                         | 생활가전                 |                                           |
| 2012 ~ 2016 | KGC라이프앤진      | 동인비                                | 한방 화장품              |                                           |
| 2013        | 한국코카콜라(유)   | 미닛메이드                            | 주스음료                 |                                           |
| 2013 ~ 2014 | PAL&C              | PAT                                   | 의류                     |                                           |
| 2015        | 웅진씽크빅         | 웅진북클럽                            | 독서 교육 프로그램       |                                           |
| 2015 ~ 현재 | 인디에프           | 조이너스                              | 여성의류                 |                                           |
| 2016 ~ 2017 | 벡스인터코퍼레이션 | 베지아쿠아                            | 친환경세제               |                                           |
| 2017        | 엘오케이(유)       | 랑콤                                  | 화장품                   |                                           |
| 2017        | 넥슨레드           | 액스(AxE)                             | 모바일 MMORPG 게임       |                                           |
| 2017        | 오뚜기             | 오뚜기 3일 숙성카레                   | 식품                     |                                           |
| 2017 ~ 2018 | 동원F&B            | GNC                                   | 종합 건강기능식품 브랜드 |                                           |
| 2017 ~ 2019 | 하이트진로         | 참나무통 맑은이슬                     | 주류                     |                                           |
| 2018        | 펜디               | 2018 리조트 컬렉션‧피카부 에센셜리 백 | 패션 잡화                | 뮤즈                                      |
| 2018 ~ 2019 | LG생활건강         | 샤프란‧아우라                         | 섬유유연제               |                                           |
| 2018 ~ 2019 | (주)슈페리어       | 임페리얼                              | 골프웨어                 |                                           |
| 2018 ~ 현재 | LG생활건강         | 이자녹스                              | 화장품                   |                                           |
| 2018 ~ 현재 | LG생활건강         | 테크‧한입세제‧피지                    | 세탁세제                 |                                           |
| 2019        | 한국파파존스       | 파파존스                              | 피자 프랜차이즈          |                                           |
| 2019        | 삼성물산 패션부문  | 발렉스트라 백                         | 패션 잡화                | 뮤즈                                      |
| 2019        | 쇼파드             | 쇼파드                                | 주얼리                   | 뮤즈                                      |
| 2019        | (주)진영R&S        | 보미라이                              | 원적외선 마스크          |                                           |
| 2019        | (주)해밀종합건설   | 범어역 라클라쎄                       | 아파트                   |                                           |
| 2020 ~ 현재 | (주)AceBiome       | 비에날씬                              | 체중관리 유산균          |                                           |
| 2020 ~ 현재 | (주)슈페리어       | Vendôme Paris                         | 패션 잡화                |                                           |
| 2020 ~ 현재 | (주)슈페리어       | SGF                                   | 골프웨어                 |                                           |
| 2020 ~ 현재 | 애시마마           | 애시마마 분유                         | 아기제품                 | 중국 광고                                 |
| 2020 ~ 현재 | Klenze             | Klenze 창호                           | 샤시제품                 |                                           |
| 2020 ~ 현재 | 파크랜드           | 프렐린                                | 여성복                   |                                           |
| 2022~현재   | APR                | 메디큐브                              | 뷰티디바이스             |                                           |

### 홍보대사
| 연도        | 홍보대사명                       |
| ----------- | -------------------------------- |
| 1999 ~ 2000 | 프랑스관광부 한불명예친선대사    |
| 2006        | CJ 중국영화제 홍보대사           |
| 2010        | 대한민국 통합의학박람회 홍보대사 |